# Levitated Mass

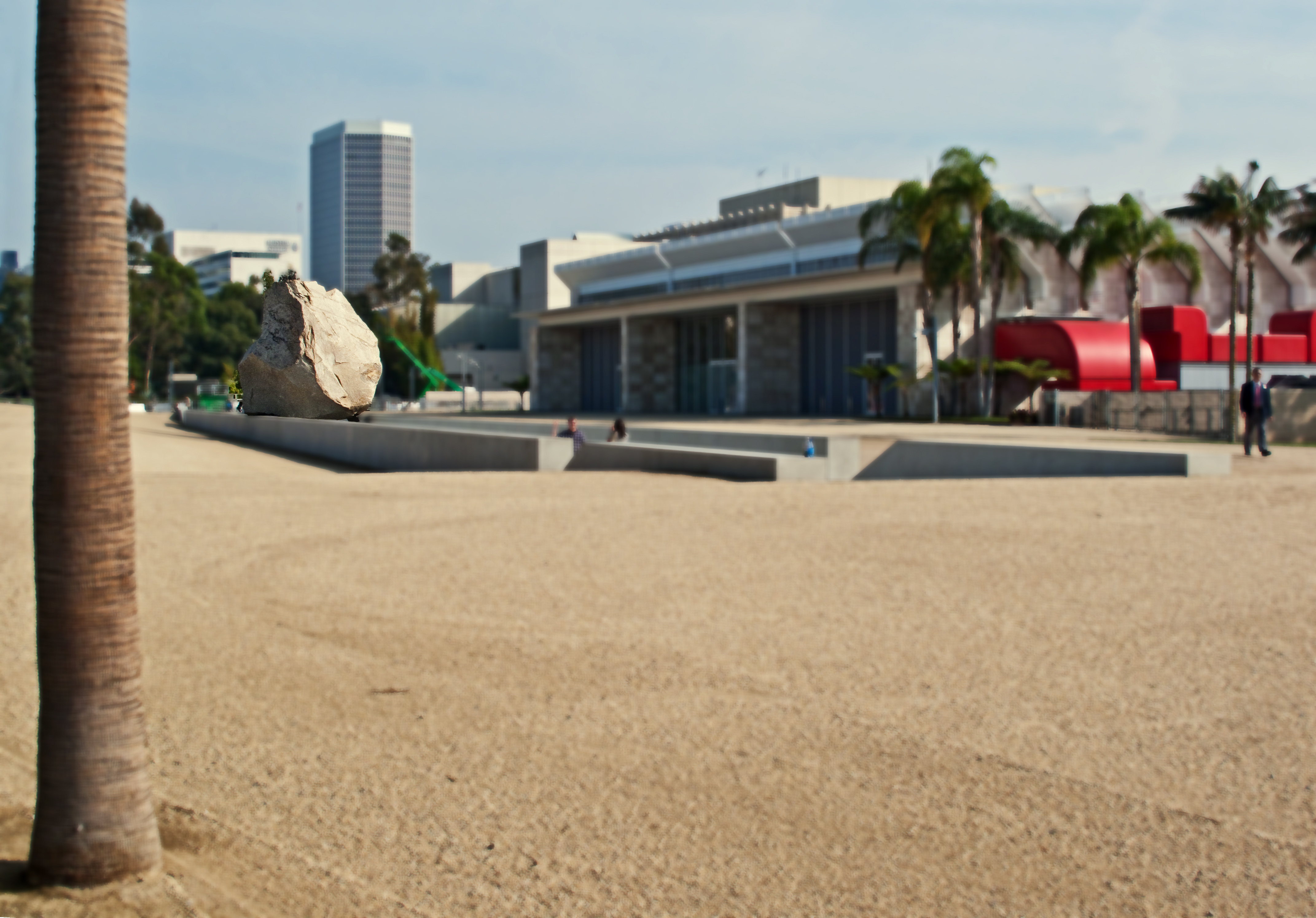
Levitated Mass under färdigställande utanför Los Angeles County Museum of Art

Levitated Mass är en skulptur av Michael Heizer utanför Los Angeles County Museum of Art i Los Angeles i Kalifornien i USA. 
Skulpturen består av ett 6,4 meter långt klippblock på 340 ton och är placerad över ett djupt betongdike på museets innergård.
Blocket är fäst på två hyllor på väggarna till det 139 meter långa diket, vilket ligger i ett 10.000 kvadratmeter stort område av komprimerad krossad granit. Diket är som djupast 4,6 meter under klippblocket, och ger besökarna möjlighet att se klippblocket underifrån.

## Historik
Michael Heizer planerade 1968 ett liknande konstverk efter samma linjer och gjorde ett försök med ett 120 ton tungt klippblock året därpå, men fick ge upp detta efter det att den använda kranen gick sönder. I december 2006 fick Michael Heizer syn på ett annat, större klippblock i Stone Valley Quarry i Jurupa Valley i Riverside County i Kalifornien när han arbetade med ett annat projekt.
Klippblocket transporterades från stenbrottet i slutet av februari 2012 på en specialbyggd 91 meter lång vagn med 206 hjul.  Den kortaste vägen mellan stenbrottet och museet är knappt 100 kilometer, men blocket måste köras en slinga på 170 kilometer för att undvika för svaga broar och alltför trafikerade vägar. För transporten måste också träd sågas ned och trafikljus monteras ned. Transporten kunde ske endast nattetid och i en hastighet av högst 12 kilometer per timme. Den tog elva nätter och besågs av stora åskådarskaror. Fler än tusen personer mötte klippblocket, när det anlände till Los Angeles County Museum of Art på natten den 10 mars.
Kostnaden för projektet har beräknats till 65 miljoner kronor.